# Leave a Light On
Singles de Tom Walker
Heartland
(2017) My Way
(2018)
Leave a Light On est une chanson du chanteur écossais Tom Walker, sortie 13 octobre 2017. La chanson a été co-écrite par Walker et Steve Mac. Elle a atteint le top 10 de nombreux pays. Elle a également atteint la 7e place au Royaume-Uni et la 25e place en Irlande.
Une version acoustique de la chanson, arrangée et produite par Cliff Masterson, a été diffusée pour une publicité pour Sony Bravia.

## Thème
Dans une interview avec Idolator, Tom Walker a révélé que la chanson parlait d'un de ses amis qui combattait une addiction, et a expliqué qu'il l'avait écrite pour « sa famille et mes amis, pour leur faire savoir qu'[ils] pouvaient en parler ».

## Classements hebdomadaires
| Classements (2017-2018)                 | Meilleure position |
| --------------------------------------- | ------------------ |
| Allemagne (Media Control AG)            | 8                  |
| Australie (ARIA)                        | 20                 |
| Autriche (Ö3 Austria Top 40)            | 2                  |
| Belgique (Flandre Ultratop 50 Singles)  | 2                  |
| Belgique (Wallonie Ultratop 50 Singles) | 3                  |
| Écosse (OCC)                            | 2                  |
| Espagne (PROMUSICAE)                    | 77                 |
| États-Unis (Adult Pop Songs)            | 20                 |
| États-Unis (Digital Songs)              | 2                  |
| France (SNEP Ventes)                    | 1                  |
| France (SNEP Megafusion)                | 12                 |
| Irlande (IRMA)                          | 25                 |
| Italie (FIMI)                           | 8                  |
| Nouvelle-Zélande (Recorded Music NZ)    | 40                 |
| Pays-Bas (Nederlandse Top 40)           | 6                  |
| Pays-Bas (Single Top 100)               | 10                 |
| Portugal (AFP)                          | 49                 |
| Tchéquie (IFPI Rádio)                   | 2                  |
| Royaume-Uni (UK Singles Chart)          | 7                  |
| Suède (Sverigetopplistan)               | 3                  |
| Suisse (Schweizer Hitparade)            | 3                  |